# Chiesa dell'Addolorata (Napoli)
La chiesa dell'Addolorata è una delle chiese storiche di Napoli, sita in zona Posillipo.

## Storia e descrizione
La struttura si trova nelle immediate vicinanze dell'Ospizio Marino, un tipico edificio in stile neoclassico. Il fabbricato, della prima metà del XIX secolo, si affaccia su via Posillipo e rappresenta una delle chiese simbolo della zona. Infatti, Posillipo per secoli è stato un semplice sobborgo scarsamente popolato, appena fuori Napoli e solo a partire dal XVIII secolo ha visto un reale, seppur lento, "congiungimento urbano" con la capitale. La struttura, di medie dimensioni, rappresenta un puro esempio di chiesa neoclassica in città, del tutto distaccata dalle insistenze, o meglio, dalla reminiscenze del tardo barocco napoletano.
La chiesa è vagamente ispirata alla Basilica di San Francesco di Paola; l'esterno, in marmo bianco, presenta un timpano triangolare, quattro colonne di ordine dorico e un cupolino centrale. L'atrio d'ingresso è invece preceduto da scale in piperno. Oggi la struttura risulta in mediocre stato conservativo ed è chiusa al culto.

La chiesa dell'addolorata è ad oggi in vendita.